# Силич, Тони
Тони Силич (хорв. Toni Silić; род. 7 мая 2004, Сплит) — хорватский футболист, вратарь клуба «Хайдук».

## Карьера

### «Хайдук» Сплит
Начинал заниматься футболом в академии хорватского клуба «Дугополе», из которого затем летом 2013 года перешёл в «Хайдук». В 2021 году футболист стал привлекаться к матчам со второй командой клуба. Дебютировал за команду футболист 16 апреля 2021 года в матче против клуба «Дубрава». В своём следующем сезоне футболист несколько раз привлекался к матчам с основной командой клуба, вместе с которой стал обладателем Кубка Хорватии, однако сам футболист оставался на скамейке запасных. В июне 2022 года футболист продлил контракт с клубом до 2027 года.

#### Аренда в «Дугополе»
Новый сезон 2022 года футболист начал в составе «Хайдука», вместе с которым 15 июля 2022 года уступил загребскому «Динамо» за титул обладателя Суперкубка Хорватии. В августе 2022 года футболист на правах арендного соглашения присоединился к клубу «Дугополе» до конца сезона. Дебютировал за клуб футболист 15 октября 2022 года в матче против клуба «Цибалия». На протяжении сезона футболист выступал за клуб ф роли основного вратаря, отличившись 6 «сухими» матчами. По итогу сезона завершил чемпионат на итоговом десятом месте. По окончании срока арендного соглашения футболист покинул клуб.

#### Аренда в «Шериф»
Летом 2023 года футболист готовился к новому сезону с основной командой «Хайдука», вместе с которым и начал сезон в роли одного из резервных вратарей. В августе 2023 года футболист перешёл в молдавский «Шериф» на правах арендного соглашения до конца сезона. Дебютировал за клуб футболист 21 октября 2023 года в матче против клуба «Спартаний», выйдя на замену на 75 минуте.

## Международная карьера
Футболист неоднократно вызывался в юношеские хорватские сборные на сборы. В ноябре 2023 года футболист получил вызов в молодёжную сборную Хорватии. Дебютировал за сборную 16 ноября 2023 года в товарищеском матче против сборной Словакии. Затем в ноябре 2023 года со сборной отправился на квалификационные матчи молодёжного чемпионата Европы.

## Достижения
«Хайдук» Сплит
- Обладатель Кубка Хорватии: 2021/22